# Paula Patiño
Paula Andrea Patiño Bedoya (La Ceja, 29 maart 1997) is een Colombiaans wielrenster die sinds 2019 rijdt voor de Spaanse ploeg Movistar Team.

## Carrière
In 2014 won Patiño het Colombiaans kampioenschap wielrennen op de weg bij de junioren. Ze won zowel in 2017 als in 2018 een etappe in de Ronde van Colombia. Patiño ging in 2019 rijden voor de Spaanse wielerploeg Movistar Team. Tijdens de Ronde van Italië voor vrouwen in 2020 werd ze achtste in het algemeen klassement.

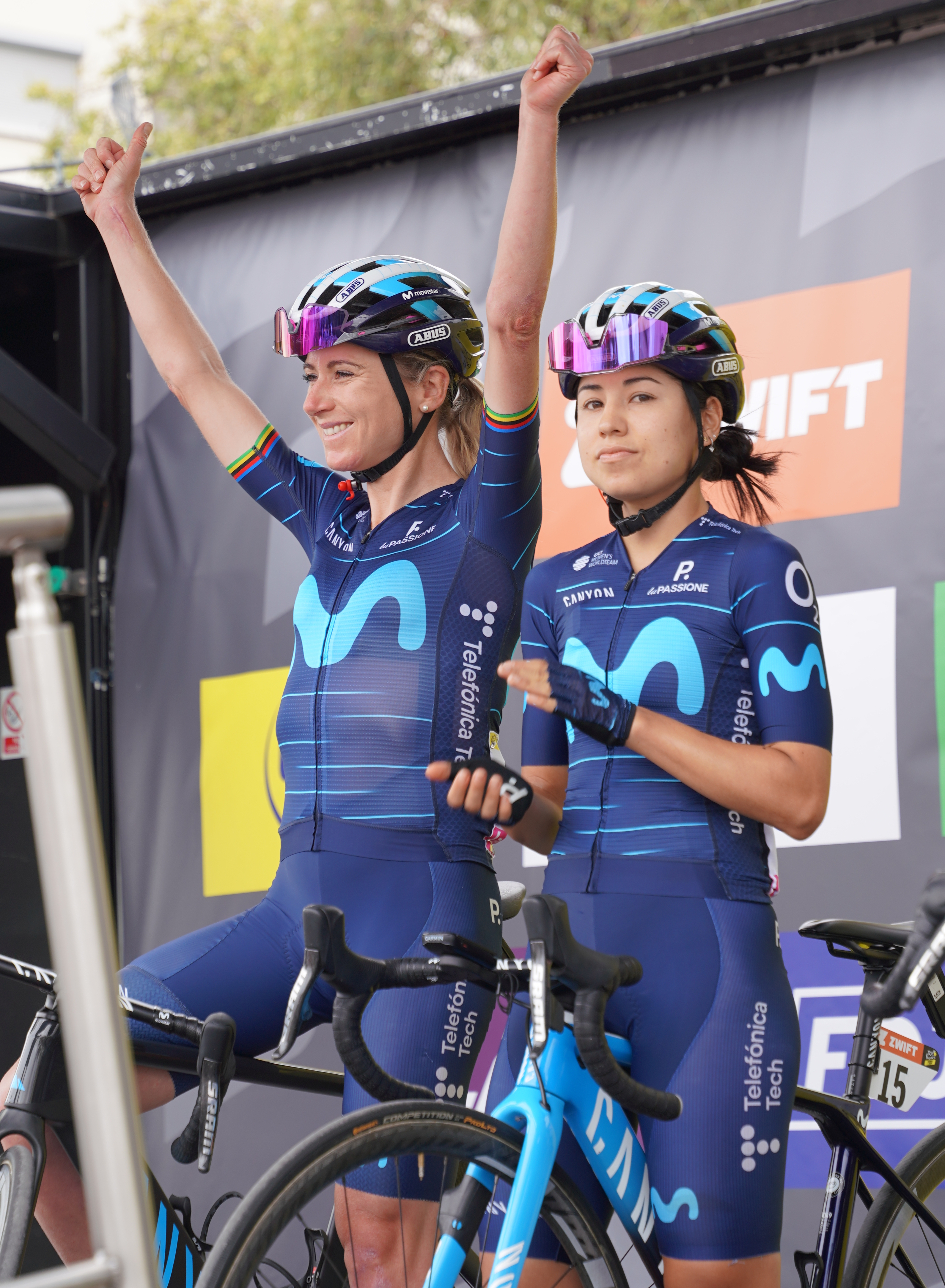
Patiño (r) naast winnares Annemiek van Vleuten in de Tour de France Femmes 2022.

In 2022 hielp ze haar kopvrouw Annemiek van Vleuten naar de eindzege in de Giro Donne en de Tour de France Femmes. In 2023 reed ze de drie grote rondes wederom als knecht voor haar kopvrouw Van Vleuten, die de Vuelta Femenina en Giro Donne wist te winnen.

## Palmares
2014
 Colombiaans kampioenschap op de weg, junioren
2015
 Pan-Amerikaans kampioenschap tijdrijden, junioren
 Pan-Amerikaans kampioenschap baanwielrennen, scratch, junioren
 Pan-Amerikaans kampioenschap baanwielrennen, ploegenachtervolging, junioren
2017
4e etappe Ronde van Colombia
2018
2e etappe Ronde van Colombia
2021
 Colombiaans kampioenschap op de weg, elite
2023
 Colombiaans kampioenschap op de weg, elite
2024
 Colombiaans kampioene op de weg, elite
2025
 Colombiaans kampioenschap op de weg, elite
 Colombiaans kampioenschap tijdrijden, elite

### Resultaten in voornaamste wedstrijden
| Jaar | Ronde van Italië | Ronde van Frankrijk | Ronde van Spanje |
| ---- | ---------------- | ------------------- | ---------------- |
| 2017 |                  |                     |                  |
| 2018 |                  |                     |                  |
| 2019 | 23e              |                     | 60e              |
| 2020 | 8e               |                     |                  |
| 2021 |                  |                     | 43e              |
| 2022 | 26e              | 23e                 |                  |
| 2023 | 18e              | 25e                 | 34e              |
| 2024 | opgave           |                     |                  |
| 2025 | 37e              |                     |                  |

| Jaar | Amstel Gold Race | Luik-Bast.‑Luik | Strade Bianche | Waalse Pijl |  | WK op de weg |
| ---- | ---------------- | --------------- | -------------- | ----------- |  | ------------ |
| 2017 |                  |                 |                |             |  | 31e          |
| 2018 |                  |                 |                |             |  | 76e          |
| 2019 |                  |                 | opgave         |             |  | 20e          |
| 2020 |                  | 50e             | opgave         | 41e         |  | 55e          |
| 2021 | 71e              | 69e             |                | 52e         |  | 42e          |
| 2022 | 33e              | 35e             | 39e            | 18e         |  | 28e          |
| 2023 | 48e              | 66e             | 53e            | 44e         |  | 27e          |
| 2024 | 76e              | opgave          | 41e            | 43e         |  | 34e          |
| 2025 | 57e              |                 |                |             |  |              |

## Ploegen
- 2019 -  Movistar Team
- 2020 -  Movistar Team
- 2021 -  Movistar Team
- 2022 -  Movistar Team
- 2023 -  Movistar Team
- 2024 -  Movistar Team
- 2025 -  Movistar Team

Biannic · Fournier · García · González · Gutiérrez · Jasińska · Llamas · Merino · Oyarbide · Rodríguez · Teruel
Aalerud · Biannic · Erić · González · Guarischi · Gutiérrez · Merino · Oyarbide · Rodríguez · Teruel
Aalerud · Biannic · Erić · González · Guarischi · Gutiérrez · Martín · Norsgaard · Oyarbide · Rodríguez · Teruel · Thomas · Van Vleuten
Aalerud · Biannic · Erić · Gigante · González · Guarischi · Gutiérrez · Martín · Norsgaard · Oyarbide · Patiño · Rodríguez · Sierra · Van Vleuten
Aalerud · Biannic · Bjerg · Erić · Gigante · González · Gutiérrez · Lippert · Mackaij · Martín · Meijering (vanaf 1/5) · Oyarbide · Patiño · Rodríguez · Sierra · Van Vleuten
Baril · Biannic · Bjerg · Erić · Ferguson (stage vanaf 1/8) · Gutiérrez · Lippert · Mackaij · Martín · Meijering · Patiño · Laura Ruiz Pérez · Lucía Ruiz Pérez · Sierra · Steels
Baril · Biannic · Erić · Ferguson · Gutiérrez · Lippert · Lloyd · Mackaij · Magalhães · Martín · Meijering · Ostiz (stage vanaf 1/8) · Patiño · Laura Ruiz Pérez · Lucía Ruiz Pérez · Reusser · Sierra · Steels